# Ligne de Montluçon à Moulins
La ligne de Montluçon à Moulins est une ligne de chemin de fer française située dans le département de l'Allier, en région Auvergne-Rhône-Alpes. Elle relie les gares de Montluçon-Ville et de Moulins-sur-Allier via Commentry. Elle est exploitée entre Montluçon et Commentry où subsiste une desserte TER Auvergne-Rhône-Alpes.
Elle constitue la ligne 705 000 du réseau ferré national.

## Histoire
Le décret impérial du 17 octobre 1854 valide la convention du 16 octobre accordant concession d'un Chemin de fer de Montluçon à Moulins, avec embranchement sur Bezenais. Les bénéficiaires en sont Messieurs de Bourbon-Busset (Comte), Donon, Jacques Palotte et de Seraincourt (Comte). Le 23 juin 1855 les statuts de la Compagnie du chemin de fer de Montluçon à Moulins sont approuvés. Le 28 juin 1855 un traité est signé avec la Compagnie du chemin de fer Grand-Central de France pour la cession de la concession, il est approuvé par une convention confirmée par le décret impérial du 19 décembre 1855.
La ligne de Montluçon à Moulins est absorbé en 1857 par la Compagnie du chemin de fer de Paris à Orléans (PO) lors du partage des actifs de la compagnie du Grand Central entre la compagnie d'Orléans et la Compagnie des chemins de fer de Paris à Lyon et à la Méditerranée (PLM).
La ligne est mise en service dans la totalité de son parcours le 7 novembre 1859.
Le 1er janvier 1871 un déraillement cause la mort de onze soldats. Une stèle commémorative se trouve sur la commune de Saint-Sornin.
En 1969, le trafic voyageurs entre Montluçon et Moulins est reporté sur la route, la section entre Montluçon et Commentry étant toujours utilisée pour les liaisons Intercités de Lyon à Bordeaux (jusqu'en 2012) et TER Montluçon – Clermont-Ferrand via Gannat. La fermeture de la ligne de Lapeyrouse à Volvic en 2007 a entraîné la suppression de trois trains aller-retour Montluçon – Clermont-Ferrand via Volvic.
Par ailleurs, les vélorails du Bourbonnais circulent depuis 2008 sur 5 km de voie ferrée au départ de la gare de Noyant-d'Allier.
La fermeture de la section de ligne comprise entre les PK 341,481 et 408,179 est prononcée par le conseil d'administration de SNCF Réseau le 24 avril 2019.

## Infrastructures

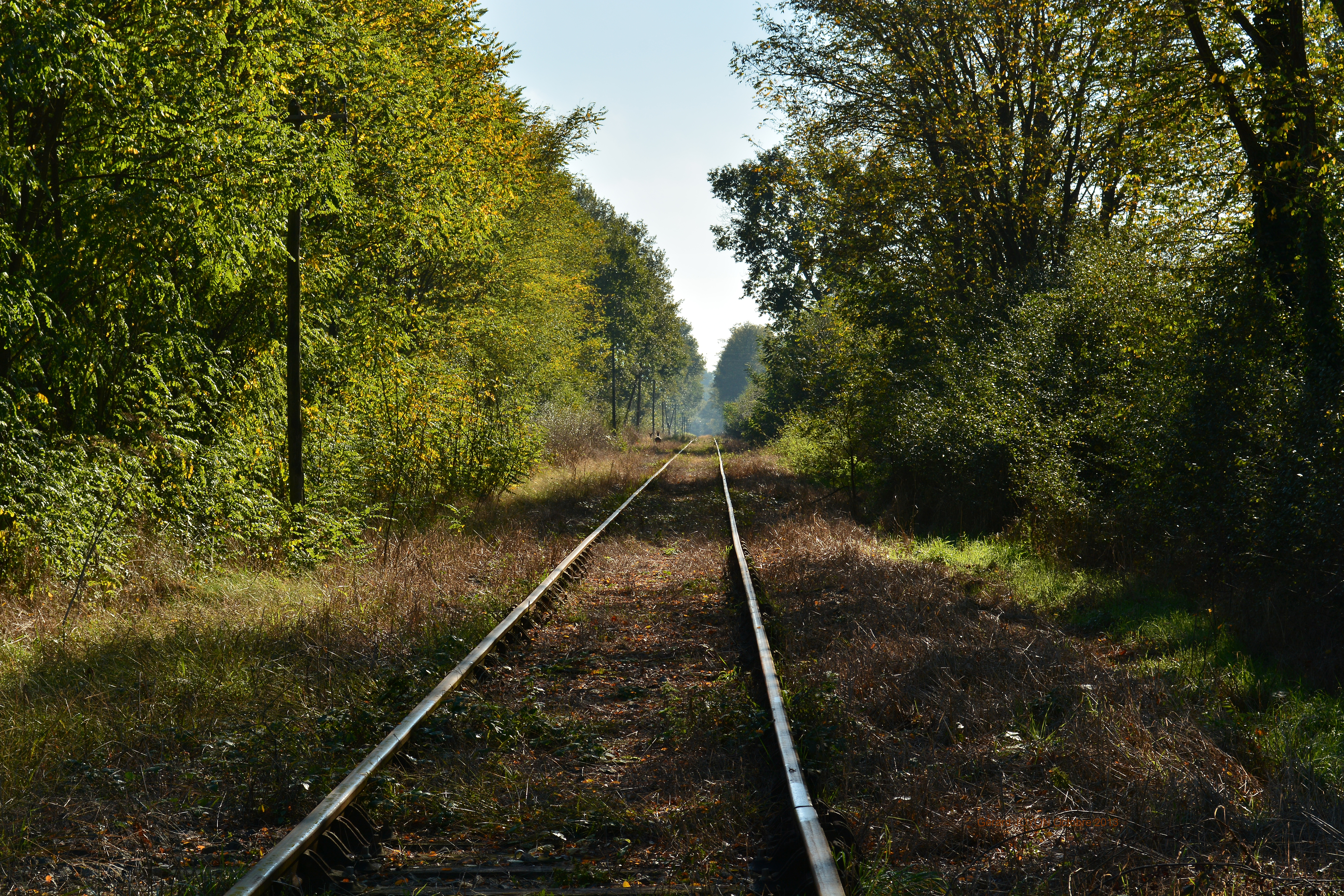
La ligne abandonnée à Neuvy, en 2013.

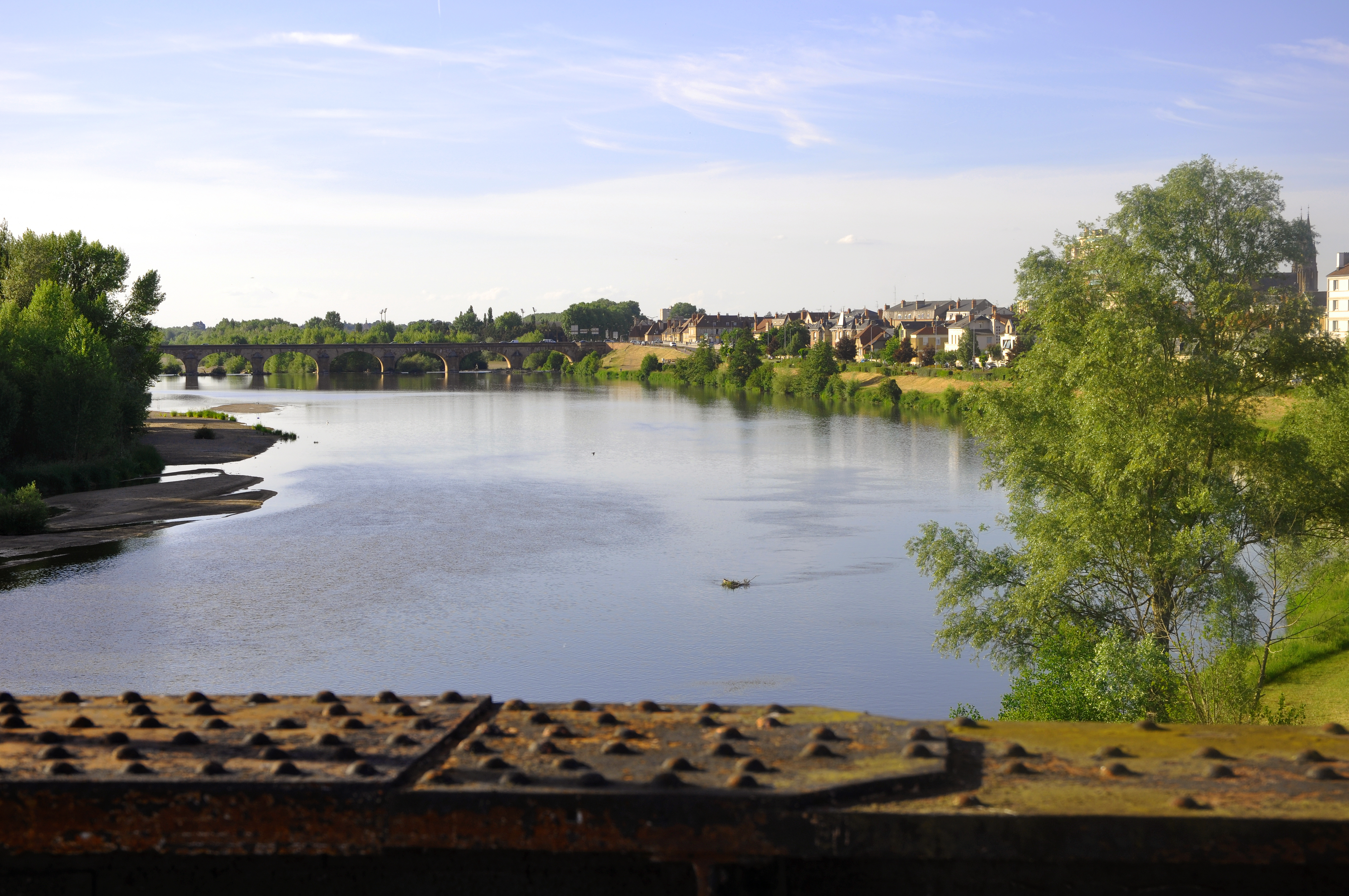
L'Allier, vue du pont de chemin de fer.

### Ouvrages d'art
Le principal ouvrage d'art de la ligne est le pont métallique de Moulins, appelé par les Moulinois le pont noir ou le pont de fer, en poutres rivetées. Long de 316,5 mètres, il permet le franchissement de l'Allier par la ligne avant la gare de Moulins. Le tablier métallique long de 252 m fut construit par l'entreprise J.F. Cail & Cie en 1858 ; il est l'un des premiers ponts importants de ce type édifiés en France.
À la suite de la fermeture du tronçon sur lequel il est situé, cet ouvrage a été transformé en voie verte, inaugurée en 2021. Il reste cependant propriété de la SNCF.

## Desserte

### Tronçon de Montluçon à Commentry
Dans l’ensemble, le tracé de la voie ne permet pas des vitesses élevées, comprises entre 70 et 105 km/h, avec quelques ralentissements à 40 km/h. Les circulations sont de type voyageur (TER Auvergne-Rhône-Alpes reliant Montluçon à Commentry et à Clermont-Ferrand) et fret, avec une moyenne de 25 trains par jour.

### Tronçon de Commentry à Moulins

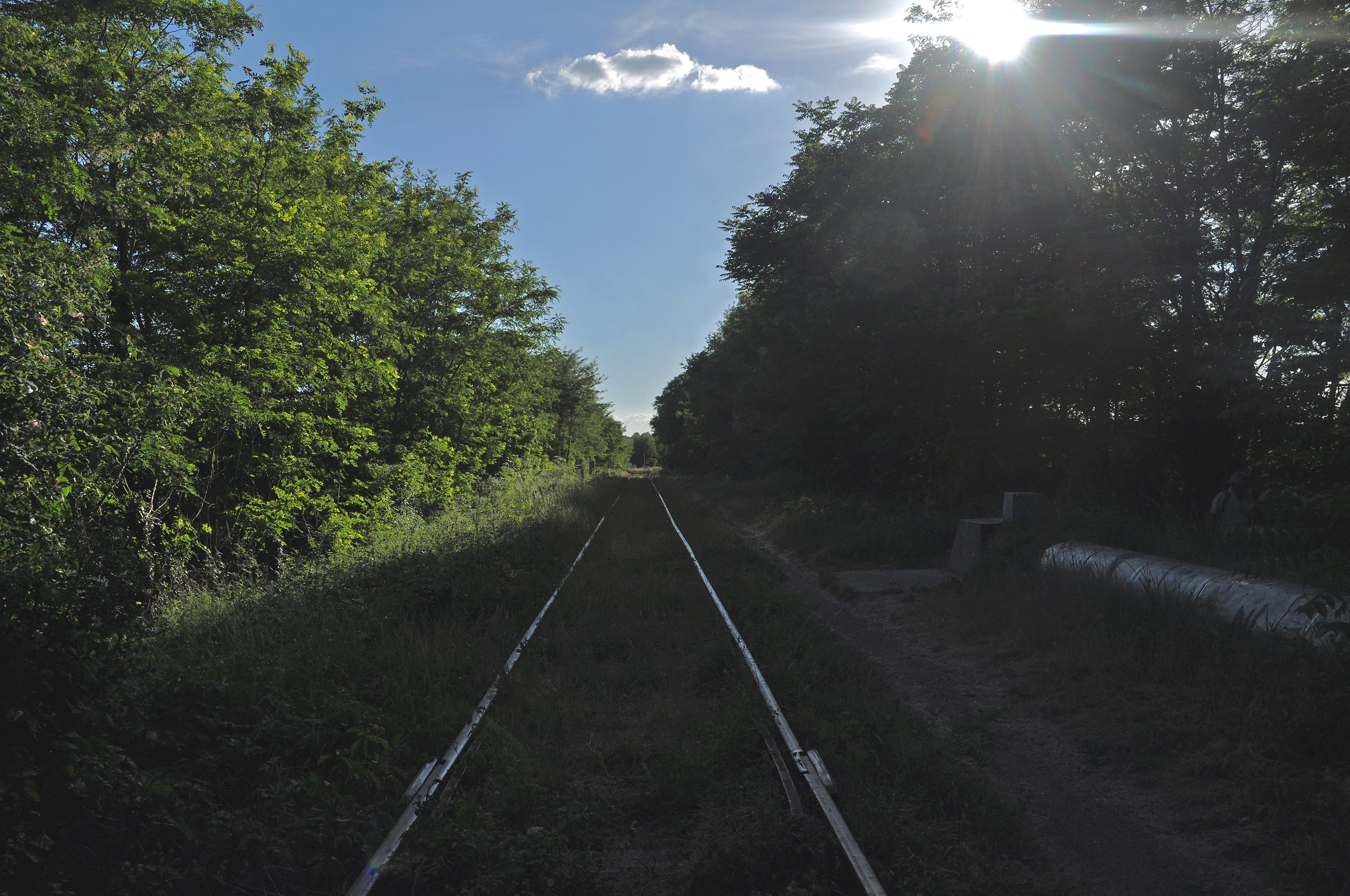
La ligne à la sortie du viaduc sur l'Allier à Moulins.

Il n'y a plus de trafic voyageurs entre Commentry et Moulins depuis 1972 : les voies sont aujourd'hui coupées au niveau de Chavenon, Doyet et Malicorne (passage en tranchée du contournement de Commentry). Il subsiste une desserte par autocar entre Moulins et Montluçon sur le réseau Cars Région Allier (ligne B01) sous la responsabilité du conseil régional d'Auvergne-Rhône-Alpes.
Lors de certaines réunions de comités de lignes (régionaux ou départementaux), la réouverture de ce tronçon de ligne a été évoquée[réf. souhaitée], notamment dans le cadre du projet de liaison Paris - Orléans - Clermont par LGV. Cependant, l'état général du réseau secondaire auvergnat étant médiocre voire mauvais, celle-ci n'est pas prioritaire.
La section de Souvigny à Moulins était utilisée par une entreprise exploitant la carrière de Meillers, qui acheminait du quartz jusqu'à la gare de Souvigny, mais le mauvais état de la ligne nécessitait une rénovation, inscrite dans le volet fret du Plan rail Auvergne (signé entre RFF, l'État et la région Auvergne). Les travaux, menés par une filiale de droit privé de la SNCF, ont été arrêtés en 2014 faute de budget suffisant.